# Lubomir Staněk
Pour les articles homonymes, voir Staněk.
Lubomir Staněk est un joueur tchèque de volley-ball né le 5 juillet 1975 à Chotěboř (Région de Vysočina). Il mesure 2,04 m et joue central.

## Clubs
| Club                 | Pays               | De        | À         |
| -------------------- | ------------------ | --------- | --------- |
| Dukla Libereč        | République tchèque |           | 2001-2002 |
| Arago de Sète        | France             | 2002-2003 | 2005-2006 |
| Spacer's de Toulouse | France             | 2006-2007 | 2010-2011 |
| Dukla Libereč        | République tchèque | 2010-2011 | …         |

## Palmarès
- Championnat de France
  - Finaliste : 2005
- Coupe de France
  - Finaliste : 2004
- Championnat de République tchèque (1)
  - Vainqueur : 2001, 2015
  - Finaliste : 2012
- Coupe de République tchèque (1)
  - Vainqueur : 2001, 2014, 2016